# Alpenwühlwolf
Der Alpenwühlwolf (Arctosa alpigena) ist eine Spinne aus der Familie der Wolfspinnen (Lycosidae). Die Art ist paläarktisch vertreten und ihr Verbreitungsgebiet reicht, anders, als es ihr Trivialname vermuten ließe, weit über die Alpen hinaus.

## Merkmale
Mit einer Körperlänge von 6,7 bis 9,3 Millimetern als Weibchen und 4,8 bis 6,4 Millimetern als Männchen ist der Alpenwühlwolf eine der kleineren Arten der Wühlwölfe (Arctosa), deren körperlichem Aufbau er im Wesentlichen entspricht. Ein auffälliges Merkmal der Art ist aber ihre für Wolfspinnen ungewöhnliche Augenstellung. Die beiden Augen der mittleren Augenreihe liegen etwa hinter den Mittelaugen der vorderen Reihe. Bei anderen Arten der  Wolfspinnen befinden sich diese Augen meist direkt hinter den äußeren Augen der ersten Reihe. Somit erscheint beim Alpenwühlwolf das aus den vier Augen der hinteren Reihe gebildete Trapez stark nach hinten erweitert.
Das Prosoma (Vorderkörper) nimmt beim Weibchen eine Länge von 3,8 bis 4,1 Millimeter und beim Männchen 3,6 bis 3,8 Millimeter ein. Der Carapax (Rückenschild des Prosomas) ist rötlich braun gefärbt und weist dunklere Streifen auf, die von der Fovea (Apodem) ausgehen. Zwei dieser Streifen erscheinen deutlich dunkler und kräftiger und kennzeichnen deutlich das Ende zwischen der dicht mit gräulichen Haaren bedeckten Kopfpartie und dem Rest des Prosomas. Die Beine sind ähnlich wie der Carapax gefärbt, wobei das dritte und das vierte Beinpaar abwechselnd blasse und dunkle Ringel aufweisen.
Auch das Opisthosoma (Hinterleib) ist rötlich bis braun gefärbt und zeigt einen auffälligen weißen Herzfleck, der hinten durch schwarze und grobe Linien begrenzt wird. Weiter hinten auf dem Opisthosoma befinden sich dunkle Flecken und auf dessen Flanken je zwei bis drei kreisförmige schwarze Flecken, von denen sich feine, dunkle Linien erstrecken.

### Aufbau der Geschlechtsorgane
Die Bulbi (männliche Geschlechtsorgane) des Alpenwühlwolfs werden durch eine Krümmung gekennzeichnet, die seitlich betrachtet an den Schnabel eines Greifvogels erinnert.
Über den Aufbau der Epigyne (weibliches Geschlechtsorgan) der Art liegen kaum Informationen vor.

### Ähnliche Art
Eine dem Alpenwühlwolf sehr ähnliche Art ist die zur gleichen Gattung zählende Arctosa renidescens, von der sie sich durch genitalmorphologische Merkmale am sichersten unterscheiden lässt.

### Unterart
Neben der Nominatform Arctosa alpigena alpigena wurde noch die Unterart Arctosa alpigena lamperti beschrieben, die Hochmoorwühlwolf genannt wird. Diese Unterart weist aber anders als die Nominatform keine dichte, an eine Scopula (Behaarung der Fußglieder) erinnernde Beborstung an den Tarsen sowie keine dunklen Flecken auf den Femora (Schenkel) auf. Durch den Aufbau der Geschlechtsorgane lassen sich der Alpen- und der Hochmoorwühlwolf jedoch nicht deutlich voneinander unterscheiden.

## Vorkommen
Der Alpenwühlwolf kommt in Nordamerika, in Grönland und in Teilen Europas bis hin zum fernöstlichen Teil Russlands vor. In Europa wurde die Art etwa in Nord- und Mitteleuropa, den alpinen Regionen Frankreichs und Italiens und im Vereinigten Königreich nachgewiesen, wobei ihr Verbreitungsgebiet hier auf die Gebirge Schottlands begrenzt ist. In Osteuropa sind Vorkommen des Alpenwühlwolfs abgesehen vom westlichen und dem nördlichen europäischen Teil Russlands mitsamt Kaliningrad auch aus dem Baltikum und Rumänien beschrieben.

### Lebensräume

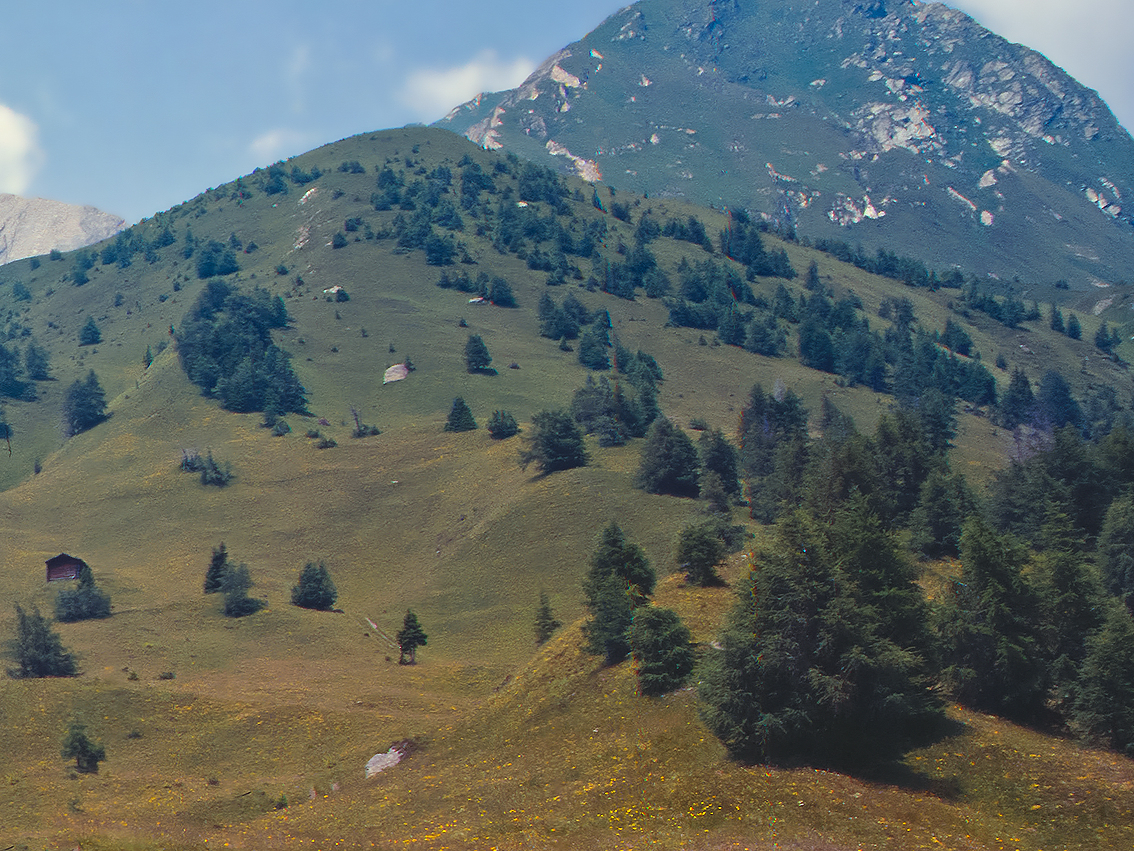
Warme Grasflächen über der Waldgrenze wie hier in den Alpen in Osttirol werden vom Alpenwühlwolf bewohnt.

Der Alpenwühlwolf bewohnt bevorzugt warme Grasflächen einschließlich steiniger Gras- und Zwergstrauchheiden in Gebirgen und kann meist erst ab einer Höhe zwischen mindestens 800 Metern und höchstens etwa 3030 Metern über dem Meeresspiegel und oberhalb der Waldgrenze angetroffen werden.
In Europa liegt der Verbreitungsschwerpunkt der Art in den Alpen, mit Schwerpunkt auf die Zentralalpen. In tieferen Lagen und außerhalb der Alpen werden Funde des Alpenwühlwolfs deutlich seltener. In Skandinavien wurde der Hochmoorwühlwolf (A. alpigena lamperti) als Unterart des Alpenwühlwolfs auch in Mooren nachgewiesen.

### Bedrohung und Schutz
Wie andere an spezielle Lebensräume gebundene Wühlwölfe (Arctosa), etwa die an sandige oder kiesige Flussufer gebundene Flussuferwolfspinne (Arctosa cinerea) ist auch der Alpenwühlwolf einem hohen Gefährdungsrisiko ausgesetzt, was sich in seinen geringen Beständen bemerkbar macht. Die Art wird in der Roten Liste gefährdeter Arten Tiere, Pflanzen und Pilze Deutschlands in der Kategorie R („extrem selten“) geführt. Über seine Bestandsentwicklung liegen kaum Informationen vor. Der Hochmoorwühlwolf (Arctosa alpigena lamperti) ist ebenfalls stark bedroht und wird in der Kategorie 2 („stark gefährdet“) gelistet.
Auch im Vereinigten Königreich wird aufgrund seines dort stark begrenzten Verbreitungsgebietes eine  Bestandsgefährdung des Alpenwühlwolfs angenommen und er wird dort von der IUCN in der Kategorie VU („vulnerable“) aufgeführt. Der allgemeine Bestand der Art wird von der IUCN nicht gewertet.

## Lebensweise
Der Alpenwühlwolf legt wie die meisten anderen Wühlwölfe (Arctosa) mit Gespinsten ausgekleidete Wohnröhren an und vollführt eine sehr versteckte Lebensweise. Die Spinne verlässt ihren Unterschlupf kaum und ist sehr selten auf dem Bodengrund zu finden. Der Alpenwühlwolf legt seine Wohnröhre meist in den von ihm bevorzugten Habitaten an Stellen mit dichter Vegetation an. Dabei bevorzugt er solche, die etwa mit Krähenbeeren (Empetrum) und Heidelbeeren (Vaccinium), dem Borstgras (Nardus stricta) sowie der Flechtengattung Cladonia und der Laubmoosgattung Racomitrium bewachsen sind.

### Jagdverhalten und Beutefang
Wie die meisten Spinnen lebt auch der Apenwühlwolf räuberisch und jagt wie der Großteil der Wolfspinnenarten ohne Fangnetz, sondern freilaufend am Boden. Zum Orten von Beutetieren nutzt die Spinne ihren gut entwickelten Sehsinn. Diese werden dann, sobald sie in Reichweite gelangen, angesprungen und mit einem von der Spinne durch ihre Cheliceren (Kieferklauen) verabreichten Giftbiss außer Gefecht gesetzt und anschließend verzehrt.
Das Beutespektrum des Alpenwühlwolfs umfasst andere Gliederfüßer, die die eigenen Dimensionen des Jägers nicht übertreffen.

### Lebenszyklus
Der Lebenszyklus des Alpenwühlwolfs gliedert sich wie bei den meisten in den gemäßigten Klimazonen verbreiteten Spinnenarten in mehrere Phasen, die von den Jahreszeiten abhängig sind.

#### Phänologie
Die Aktivitätszeit beläuft sich bei den ausgewachsenen Weibchen des Alpenwühlwolfs im Zeitraum von Juni bis November. Die Männchen erscheinen schon im Mai, sind jedoch im Herbst nur noch selten zu finden.

#### Fortpflanzung
Das Fortpflanzungsverhalten des Alpenwühlwolfs unterscheidet sich nicht nennenswert von dem anderer Wolfspinnen. Ein geschlechtsreifes Männchen sucht den Unterschlupf eines arteigenen Weibchens auf und vollführt einen für Wolfspinnen üblichen Balztanz. Wird die Paarungsbereitschaft seitens des Weibchens signalisiert, führt das Männchen während der Paarung abwechselnd seine Bulbi in die Epigyne des Weibchens ein.
Einige Zeit nach der Paarung fertigt das Weibchen einen Eikokon, den es wie andere Wolfspinnen an den Spinnwarzen angeheftet permanent mit sich trägt. Die Jungtiere klettern nach dem Schlupf auf den Rücken ihrer Mutter und lassen sich von dieser einige Zeit tragen, ehe sie sich verselbstständigen. Die jüngeren Spinnen wachsen dann eigenständig heran und erlangen nach einer Überwinterung die Geschlechtsreife im Folgejahr.

## Systematik
Der Alpenwühlwolf wurde 1852 von Carl Ludwig Doleschall erstbeschrieben, wobei er damals in die Gattung Lycosa eingegliedert wurde und somit die Bezeichnung Lycosa alpigena erhielt. Von Friedrich Dahl wurde die Art 1908 erstmals in die Gattung der Wühlwölfe (Arctosa) gestellt und somit unter ihrer noch heute gültigen Bezeichnung erwähnt. Aufgrund ihrer Augenstellung wurde die Art 1965 in die heute mit den Wühlwölfen synonymisierte Gattung Tricca umgestellt und erhielt demzufolge die Bezeichnung Tricca alpigena. Gleiches galt für den Hochmoorwühlwolf (A. a. lamperti), der damals als eigenständige Art anerkannt wurde und die Bezeichnung Tricca lamperti erhielt. Seit die Gattung Tricca 1982 durch Charles Denton Dondale und James H. Redner synonymisiert wurde, befindet sich der Alpenwühlwolf wieder in der Gattung der Wühlwölfe.
Der Artname alpigena stammt aus der lateinischen Sprache und ist eine abgewandelte Zusammensetzung der Wörter Alpes (übersetzt „Alpen“) und gigno (übersetzt „geboren“), womit der Artname übersetzt „Alpen-geboren“ bedeutet.
Der Alpenwühlwolf weist insgesamt zwei Unterarten auf. Diese sind:
- Alpenwühlwolf (Nominatform A. alpigena alpigena)
- Hochmoorwühlwolf (A. alpigena lamperti)